# Lagrand

Lardier-et-Valença este o comună în departamentul Hautes-Alpes, Franța. În 1 ianuarie 2018 avea o populație de 236 de locuitori.